# Chiesa di Santa Maria della Vittoria (Milano)
La chiesa di Santa Maria della Vittoria si trova a Milano, nei pressi della Porta Ticinese medievale, all'incrocio tra le vie Arena e De Amicis.

## Storia

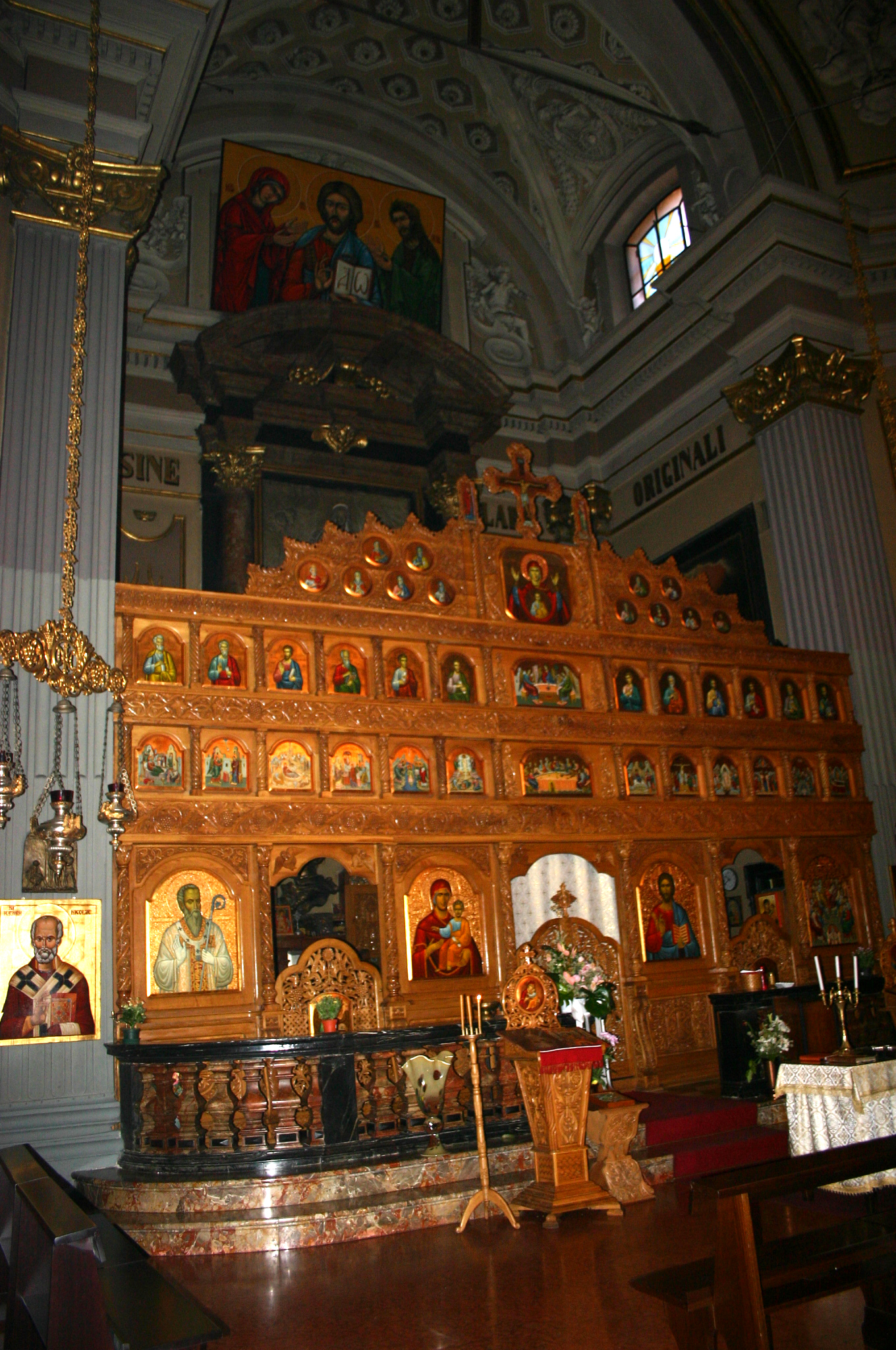
L'iconostasi

La chiesa è stata realizzata sull'area precedentemente occupata da un convento femminile risalente al XIII secolo e appartenente prima all'ordine di Sant'Agostino e poi a monache domenicane. Durante degli scavi archeologici effettuati negli anni ottanta del XX secolo sono stati trovati i resti della chiesetta del convento e alcuni affreschi risalenti al XIV secolo che decoravano la sua abside.
Nel XVII secolo fu deciso di demolire la piccola chiesa del convento per realizzare una nuova e più grande chiesa di stile barocco che sarebbe diventata il mausoleo della famiglia Omodei. I lavori ebbero inizio probabilmente nel 1579 per terminare nel 1669. A questo nuovo edificio religioso fu dato il nome di Santa Maria della Vittoria. La chiesa conserva ancora oggi le tombe dei famigliari del cardinale Luigi Alessandro Omodei. Il monastero fu soppresso nel 1810. La chiesa, nel 1996, è stata data in uso alla comunità ortodossa rumena.

## Descrizione
L'edificio è a pianta quadrata, con cupola emisferica sormontata da una lanterna. Nel 1674 Giovanni Ghisolfi realizzò il dipinto con la Liberazione di San Simon Pietro dal carcere sull'altare sinistro della chiesa.